# Chlorophorus puncticollis
Chlorophorus puncticollis är en skalbaggsart som beskrevs av Dauber 2003. Chlorophorus puncticollis ingår i släktet Chlorophorus och familjen långhorningar. Inga underarter finns listade i Catalogue of Life.